# Pentaidrite
La pentaidrite è un minerale appartenente al gruppo della calcantite.